# مارگارت باکره
مارگارت باکره (انگلیسی: Margaret the Virgin؛ حوالی ۲۸۹ – حوالی ۳۰۴) که با نام‌های دیگری چون مارگارت اهل انطاکیه و مارینای مقدس، شهید اعظم هم شناخته می‌شود، قدیس مسیحی بود که در ۲۰ ژوئیه توسط مسیحیت غربی، ۳۰ ژوئیه در گاه‌شماری ژولینی توسط کلیسای ارتدکس شرقی و ۲۳ أبیب و ۲۳ هاتور توسط کلیسای ارتدکس قبطی گرامی داشته می‌شود. معروف بود که وی به کسانی که دربارهٔ زندگی‌اش می‌نوشتند یا می‌خواندند یا بدان استناد می‌کردند، آمرزش‌نامه بسیار قدرتمندی می‌داد یا آنها را شفاعت می‌کرد. این تصور بدون شک به گسترش پیروان او کمک کردند. مارگارت یکی از چهارده یاور مقدس است.

## قدیس‌نگاری
مطابق یک تذکرهٔ شهدای مسیحی باقی‌مانده از سدهٔ نهم میلادی به قلم رابانوس مائوروس، مارگارت در شهر «انطاکیه بیسیدیا» در سال ۳۰۴ میلادی و در جریان آزار و اذیت دیوکلتیانی مجازات شد. او دختر یک کشیش گبر غیرمسیحی به نام «آئدسیوس» بود. مادرش بلافاصله پس از تولدش فوت کرده بود و مارگارت توسط یک زن مسیحی در فاصلهٔ پنج یا شش لیگ (۲۴ تا ۲۹ کیلومتری) از انطاکیه بزرگ شد. پدرش مارگارت را پس از پذیرفتن مسیحیت و وقف دوشیزگی خود به خدا، طرد کرد و او تحت سرپرستی دایه اش قرار گرفت و در خارج شهر با مادر رضاعی خود گوسفندداری می‌کرد.
اولیبریوس، فرماندار اسقف‌نشین روم شرقی، با این پیش شرط که مسیحیت را ترک کند، از او درخواست ازدواج کرد. پس از امتناع مارگارت، او به طرز بی رحمانه‍ای شکنجه شد، که در طی آن حوادث معجزه‌آسای مختلفی گزارش شده است. یکی از این موارد مربوط به بلعیده شدن توسط شیطانی به شکل اژدها بود که البته توانست از شکم اژدها سالم بیرون بیاید چرا که صلیبی همراه داشت که باعث آماسیده شدن بدن اژدها از درون شد. در نهایت سر مارگارت را از تن جدا کردند.
طبق دانشنامه بریتانیکا، داستان مارگارت «به‌طور کلی ساختگی به نظر می‌رسد». دانشنامه کاتولیک بیان می‌کند «حتی سده‌ای که او به آن تعلق داشت مشخص نیست».
تردیدها در مورد داستان او چیز جدیدی نیست: در قرون وسطی، قدیس‌نگار رومی «یاکوبوس دِ ووراجینه» (نویسنده کتاب معروف اسطورهٔ زرین) شهادت‌شناسی او را بیش از حد غیرعادی و موهوم می‌دانست و خاطرنشان می‌کرد که آن بخشی از روایت که مربوط به بلعیده شدن او توسط اژدها است، می‌باید یک افسانه خیالی در نظر گرفته شود.

### روز گرامیداشت
کلیسای کاتولیک او را یک قدیس می‌داند و در تاریخ ۲۰ ژوئیه در تذکرهٔ شهدای رومی به عنوان یک قدیسه ثبت شده و گرامی داشته می‌شود. نام او همچنین از سده‌های ۱۲ تا ۲۰ در میان قدیسانی گنجانده شد که باید در هر جا که آیین رومی برگزار می‌شد، گرامی داشته می‌شد، اما بعدها با عنایت به از طریق نامه پاپ پل ششم موسوم به میستری پاسکالیس همراه با چندین قدیس اروپایی دیگر از تقویم عمومی حذف شد.
کلیسای ارتدکس شرقی مارگارت را به عنوان «سنت مارینا» می‌شناسد و روز بزرگداشت او را در ۳۰ ژوئیه جشن می‌گیرد. از مارگارت در کلیسای انگلستان با مراسم بزرگداشتی در ۲۰ ژوئیه یاد می‌شود.
هر سال در ۲۳ أبیب کلیسای ارتدکس قبطی روز شهادت او را گرامی می‌دارد و در ۲۳ هاتور کلیسای تقدیم کلیسایی به نام او را جشن می‌گیرد. کلیسای مریم مقدس در قاهره دارای یادگاری مقدس است که گمان می‌رود دست راست مارگارت باشد، که قبلاً به‌دنبال تخریب «کلیسای فرشته میکائیل» (که امروز به عنوان «حاره الجوانیه» شناخته می‌شود) در سدهٔ سیزدهم پس از میلاد به مکان جدید منتقل شده است.

### حمایت و قیمومت
مارگارت باکره حامی و نگه‌دارندهٔ زنان باردار، پرستاران، دهقانان، تبعیدی‌ها، متهمان بی‌گناه، افراد مُحتضر (در حال مرگ)، بیماران کلیوی، شهر لوئستافت، دانشکدهٔ کوئینز کمبریج، منطقهٔ مسکونی سنات و شهرک کاسپیکوا است.

## نگارخانه
|  |  |  |  |  |  |  |  |
|  |  |  |  |  |  |  |  |